# Tipula laetibasis
Tipula laetibasis är en tvåvingeart som beskrevs av Alexander 1934. Tipula laetibasis ingår i släktet Tipula och familjen storharkrankar. Arten är reproducerande i Sverige. Inga underarter finns listade i Catalogue of Life.